# Piljužići
Piljužići är en ort i Bosnien och Hercegovina.   Den ligger i entiteten Federationen Bosnien och Hercegovina, i den centrala delen av landet, 80 km nordväst om huvudstaden Sarajevo. Piljužići ligger 695 meter över havet och antalet invånare är 169.
Terrängen runt Piljužići är huvudsakligen kuperad. Piljužići ligger nere i en dal. Runt Piljužići är det ganska tätbefolkat, med 93 invånare per kvadratkilometer.. Närmaste större samhälle är Bugojno, 17,7 km söder om Piljužići. 
I omgivningarna runt Piljužići växer i huvudsak lövfällande lövskog.